# Die Skeptiker
Die Skeptiker ist eine 1986 in Ost-Berlin gegründete Punkband. Sie war eine der bedeutendsten Punkrockgruppen der DDR und konnte sich auch nach deren Ende in der gesamtdeutschen Musikszene etablieren.

## Bandgeschichte

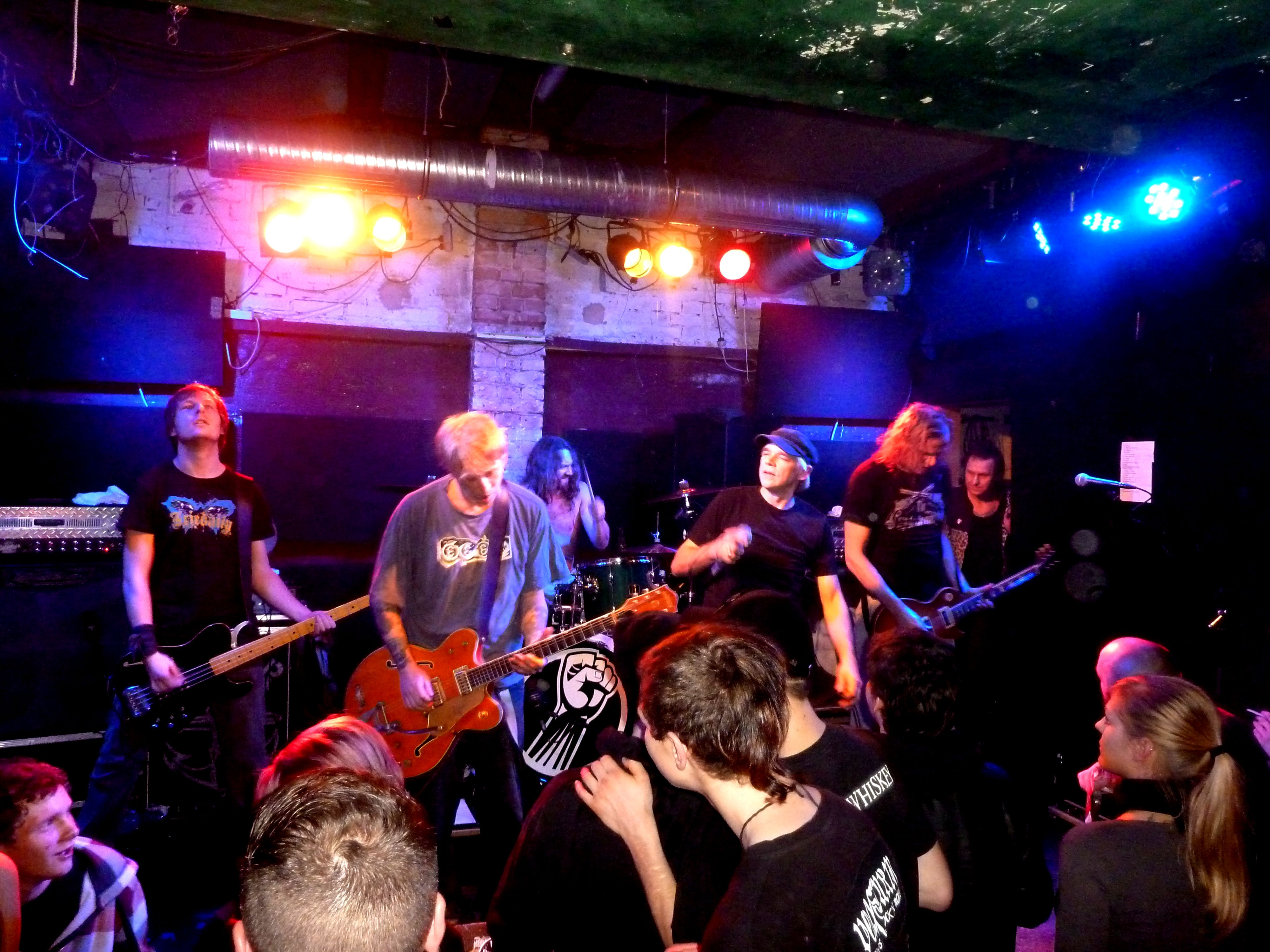
Die Skeptiker 2012 in Dresden

Die Skeptiker wurden 1986 von dem Schlagzeuger Marcel Hofer, den Gitarristen Christoph Buntrock und Andreas Kupsch, dem Bassisten Andreas Welfle und dem Sänger Eugen Balanskat gegründet. Die Gruppe gehörte mit Formationen wie Sandow, Die Art, Feeling B, Tausend Tonnen Obst und Die Firma zu den bedeutenderen Gruppen des musikalischen DDR-Undergrounds, in der Folge bald als Die anderen Bands bekannt. Der Punkrock der Band (wie auch anderer Gruppen) war schwer mit dem sozialistischen Realismus vereinbar, so dass offizielle Plattenproduktionen beim Staatslabel Amiga lange Zeit für alle DDR-Untergrund-Bands unmöglich waren. So erschienen auch die ersten beiden Veröffentlichungen der Skeptiker O.T. (Ohne Titel) 1988 und Schreie 1989 noch selbstveröffentlicht auf Tape. Aufgrund der steigenden Popularität der Band sah sich Amiga gezwungen, 1989 die EP Die Anderen Bands und 1990 die LP Harte Zeiten zu produzieren.
Im April 1990 stiegen bis auf den Sänger Eugen Balanskat alle Musiker aus der Band aus. Am 4. April 1990 Buntrock, am 5. April 1990 auch Andreas Kupsch, Marcel Hofer sowie der Bassist Andreas Welfle. Balanskat suchte sich neue Musiker und behielt den bisherigen Bandnamen bei.
1991 erschien bei Rough Trade/Our Choice die LP Sauerei in der Besetzung Balanskat, Mathias Kahle, Lars Rudel, Jan Fretwurst und Günther Spalda. 1993 folgte das Album Schwarze Boten, auf welcher Uli Kusch Spalda an den Drums ersetzte. Ein Jahr später wurde ein Live-Album veröffentlicht, 1995 mit Stahlvogelkrieger wieder ein regulärer Longplayer. Bei beiden Veröffentlichungen betätigte Andy Laaf das Schlagzeug und Christoph Zimmermann den Bass. 1998 erschien Wehr dich!, auf welchem neben den Langzeitmitgliedern Balanskat und Rudel mit Tom Schwoll, Henning Menke und Nicki Gogow drei neue Bandmitglieder aktiv waren.
2000 löste sich die Band vorübergehend auf. Balanskat gründete die später in Rotorfon umbenannte Band Roter Mohn, die Punkrockversionen von Schlagern der 1920er, 1930er und 1940er Jahre spielte. 2006 erfolgte zum 20-jährigen Bandjubiläum die Wiedervereinigung der Skeptiker mit Auftritten u. a. in Dresden, Cottbus und Rostock. Im Sommer 2007 gab es weitere Auftritte auf Festivals wie dem Force Attack. Außerdem wurde an der Neuaufnahme alter Songs der Band gearbeitet, welche dann im November 2007 unter dem Titel Dada in Berlin erschienen. Begleitend dazu fand im November und Dezember 2007 eine weitere Tournee statt.
Im Oktober 2009 wurde ein neues Studioalbum mit dem Titel Fressen und Moral veröffentlicht. Außerdem gingen die Skeptiker im Herbst 2008 sowie im Herbst 2009 wieder auf Tour. Ende 2012 gab die Band zwei Klubkonzerte in Berlin und Dresden in der Besetzung Balanskat, Rudel, Schwoll, Kiki Kabel (eigentlich Christopher Zabel) und Wieland Wehr, wo erste Titel des im September 2013 erschienenen Albums Aufsteh’n präsentiert wurden. Das Albumrelease wurde von einer Tournee im Herbst 2013 begleitet. Am 6. Januar 2018 wurde das Album Kein Weg zu weit bei Destiny Records veröffentlicht. Zum Albumrelease ging die Band im März und April 2018 auf den ersten Teil der gleichnamigen Tour, im Herbst 2018 folgte Teil zwei. Ende 2019 fanden weitere Liveaktivitäten aus Anlass des 60. Geburtstages von Balanskat, geboren am 15. Februar 1959, statt. Balanskat selbst veröffentlichte im gleichen Jahr zusammen mit Rome den Song Hinter den Mauern der Stadt neu als 7" Vinyl gefolgt von seinem auch als Audiobook erschienenen Gedichtband Innenfrost im Jahr 2020 und der Videosingle Rohes Fest! mit Gassenhoward zum Jahresausklang. 2021 folgte eine weitere Kooperation von Balanskat und Rome, welche sich diesmal des Titels Der Rufer in der Wüste schweigt annahmen. Die Band selbst veröffentlichte 2021 das Geburtstagsalbum Live Festsaal Kreuzberg 2019, aus welchem die Singles Komm tanzen, Deutschland halt's Maul, Unmut und 1918 ausgekoppelt wurden.
Am 25. Januar 2022 gab die Band bekannt, dass sie und Tom Schwoll von nun an getrennte Wege gehen. Im Juni wurde dann mit Matthias Stephan ein neuer Gitarrist vorgestellt.
Im Jahr 2023 gründete Eugen Balanskat sein eigenes Label mit dem Namen eubala records, auf welchem er ein Solo-Doppelalbum mit dem Titel Innenfrost unter dem Namen Der Skeptiker Eugen B veröffentlichte. Die Skeptiker-Aktivitäten blieben davon unberührt. Die Band spielt nach wie vor Live-Konzerte.

## Diskografie
- O.T. (MC, 1988)
- Schreie (MC, 1989)
- Die anderen Bands (Amiga Quartett EP, 1989)
- Harte Zeiten (1990)
- Sauerei (1991)
- Schwarze Boten (1993)
- Live (1994)
- Stahlvogelkrieger (1995)
- Frühe Werke (Compilation mit Aufnahmen aus den 1980ern, 1996)
- Wehr Dich (1998)
- DaDa in Berlin (Neuvertonung von 13 alten Songs plus zwei Neuaufnahmen, 2007)
- Fressen und Moral (2009)
- Aufsteh’n (2013)
- Kein Weg zu weit (2018)
- Geburtstagsalbum Live Festsaal Kreuzberg 2019 (2021)